# Petrona Morrison
Petrona Morrison (sinh năm 1954) là một nhà điêu khắc và nghệ sĩ truyền thông người Jamaica. Tác phẩm của bà chủ yếu lấy cảm hứng từ nghệ thuật châu Phi ; bà sử dụng các đối tượng tìm thấy trong các hội đồng có cả chủ đề xã hội cá nhân và rộng lớn hơn.
Một người gốc Manchester, Jamaica, Morrison đã phác họa từ khi bà còn nhỏ. Bà bắt đầu đào tạo như một nghệ sĩ tại Đại học McMaster ở Canada, tốt nghiệp năm 1976. Vào giữa những năm 1980, bà học MFA tại Đại học Howard ở Washington, DC, trong thời gian bà ở Kenya một năm. Bà chia thời gian giữa Hoa Kỳ và Jamaica trước khi trở về nước vào năm 1995; bà tiếp tục đi du lịch. bà đã giảng dạy tại Edna Manley College of the Visual and Biểu diễn nghệ thuật từ năm 1988.
Bà là nghệ sĩ thường trú tại Bảo tàng Studio ở Harlem. Tác phẩm của bà có thể được nhìn thấy trong bộ sưu tập của Phòng trưng bày Quốc gia Jamaica. bà đã được trao Huân chương Vàng Musgrave năm 2014. Năm 2017 Morrison trưng bày tác phẩm trong hai năm một lần của Jamaica.

### Triển lãm được chọn
- Petrona Morrison và Veronica Ryan: Tác phẩm điêu khắc. Bảo tàng Nghệ thuật Bronx, Hoa Kỳ, 1996-1997.[8]
- Triển lãm thường niên, Phòng triển lãm Quốc gia Jamaica, Jamaica, 1999. Tác phẩm: "Vắng mặt"
- Jamaica Biennial, Phòng trưng bày Quốc gia Jamaica, Jamaica, 2017. Tác phẩm: "Selfie".